# Thiên thần đen
Thiên thần đen (tiếng Bulgaria: Черните ангели) là một bộ phim khai thác đề tài cuộc chiến đấu chống phát xít Đức của nhân dân Bulgaria trong Thế chiến II, ra mắt lần đầu năm 1970.